# Ревуха (приток Ятрани)
Ревуха (укр. Ревуха; устар. Бабанка, укр. Бабанка) — река в Уманском районе Черкасской области Украины. Левый приток Ятрани (бассейн реки Южный Буг).
Длина 53 км, площадь водосборного бассейна 439 км². Уклон реки 2,1 м/км.

## Расположение
Ревуха начинается у села Яроватка. Течет в пределах Приднепровской возвышенности сперва на юго — восток, потом-большей частью на юг. Впадает в Ятрань у восточной окраины села Коржова в 50 км от её устья.
Протекает в селах: Яроватка, Ивановка, Краснопилка, Пугачовка, Старые Бабаны, Танское, Доброводы, Аполянка, Бабанка, Коржовый Кут, Коржова.

## Притоки
- Колодячная[1] — левый
- без названия[1] — левый

## Галерея

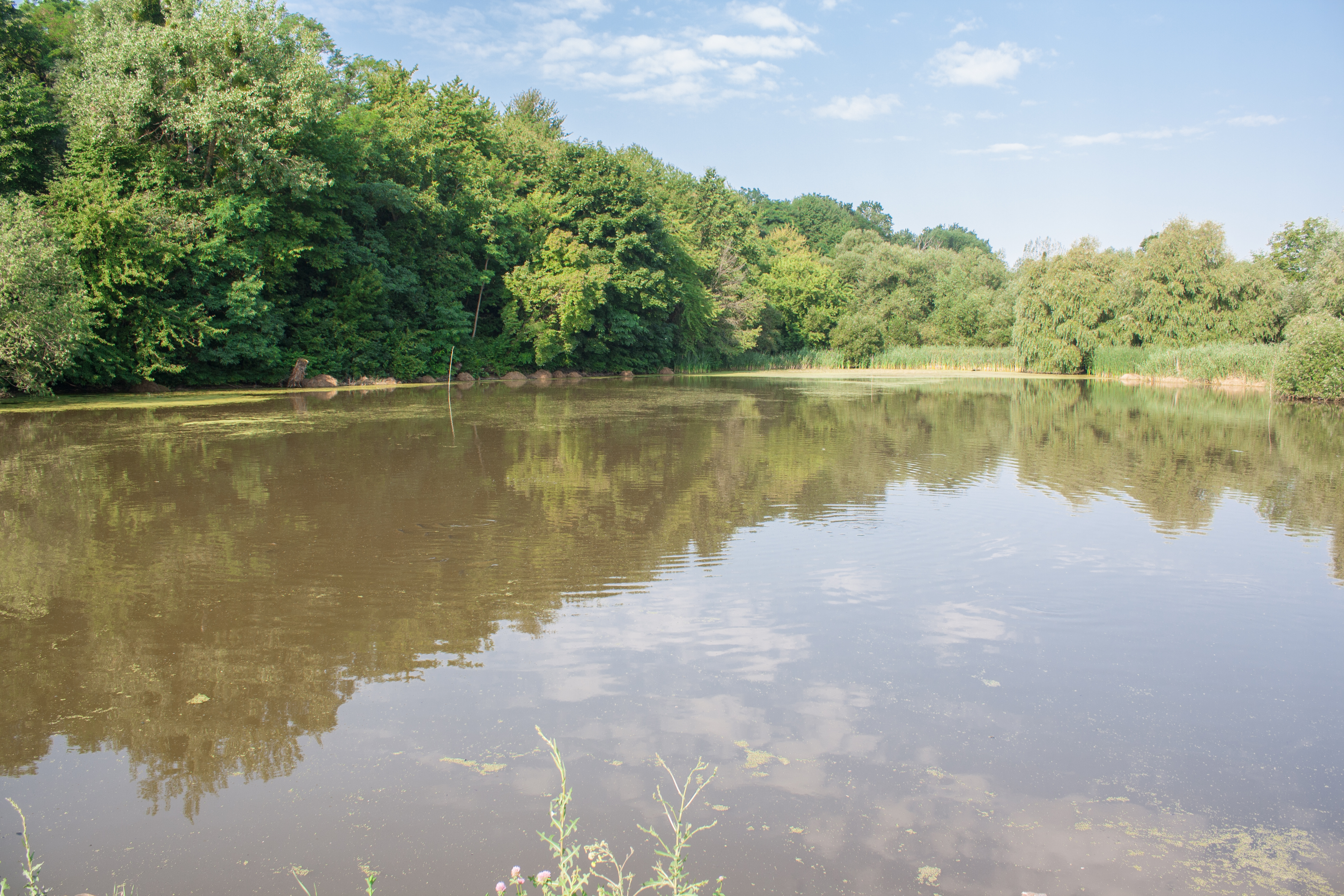
Пруд на реке в селе Яроватка
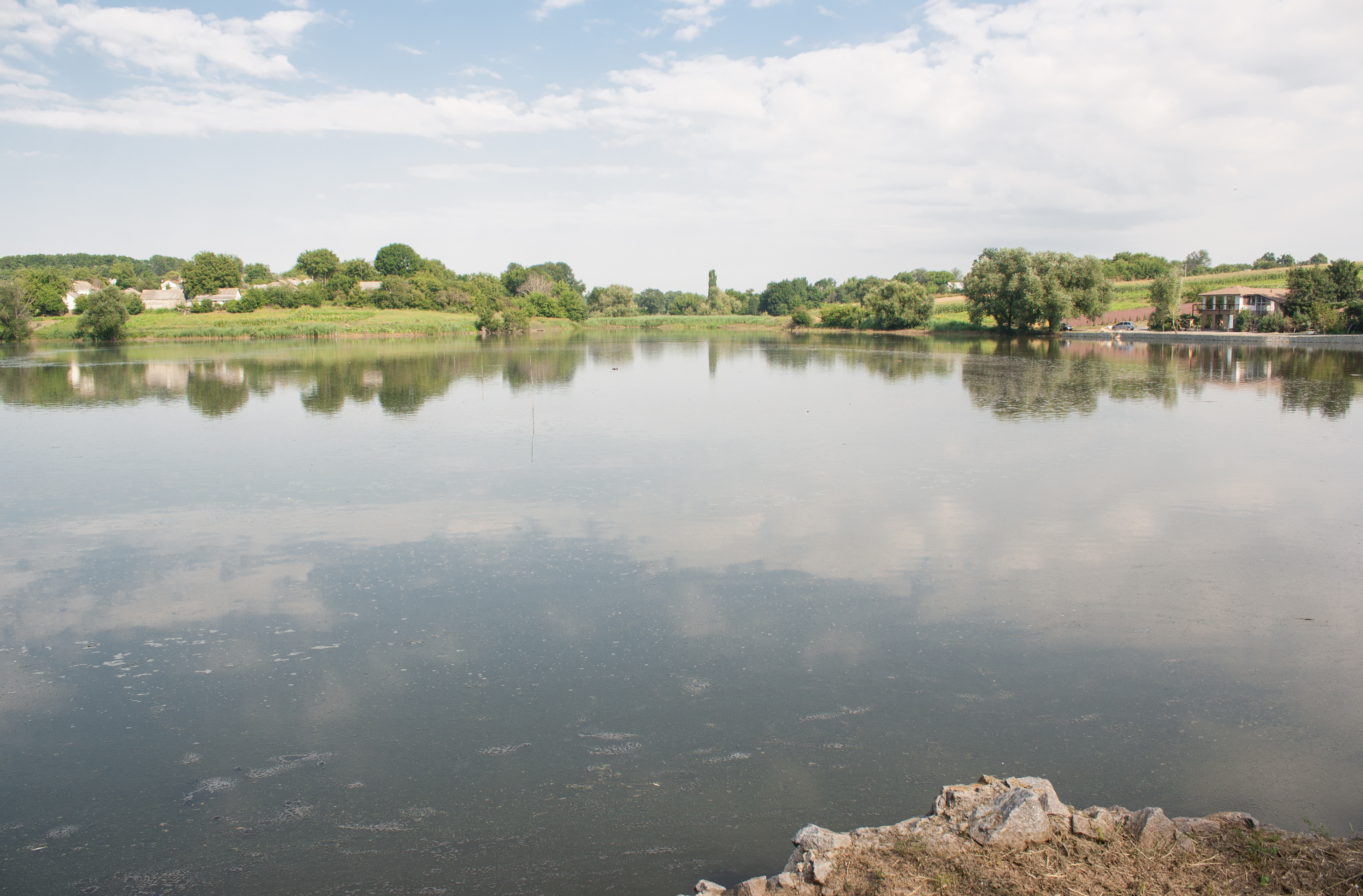
ПРуд на реке в селе Ивановка
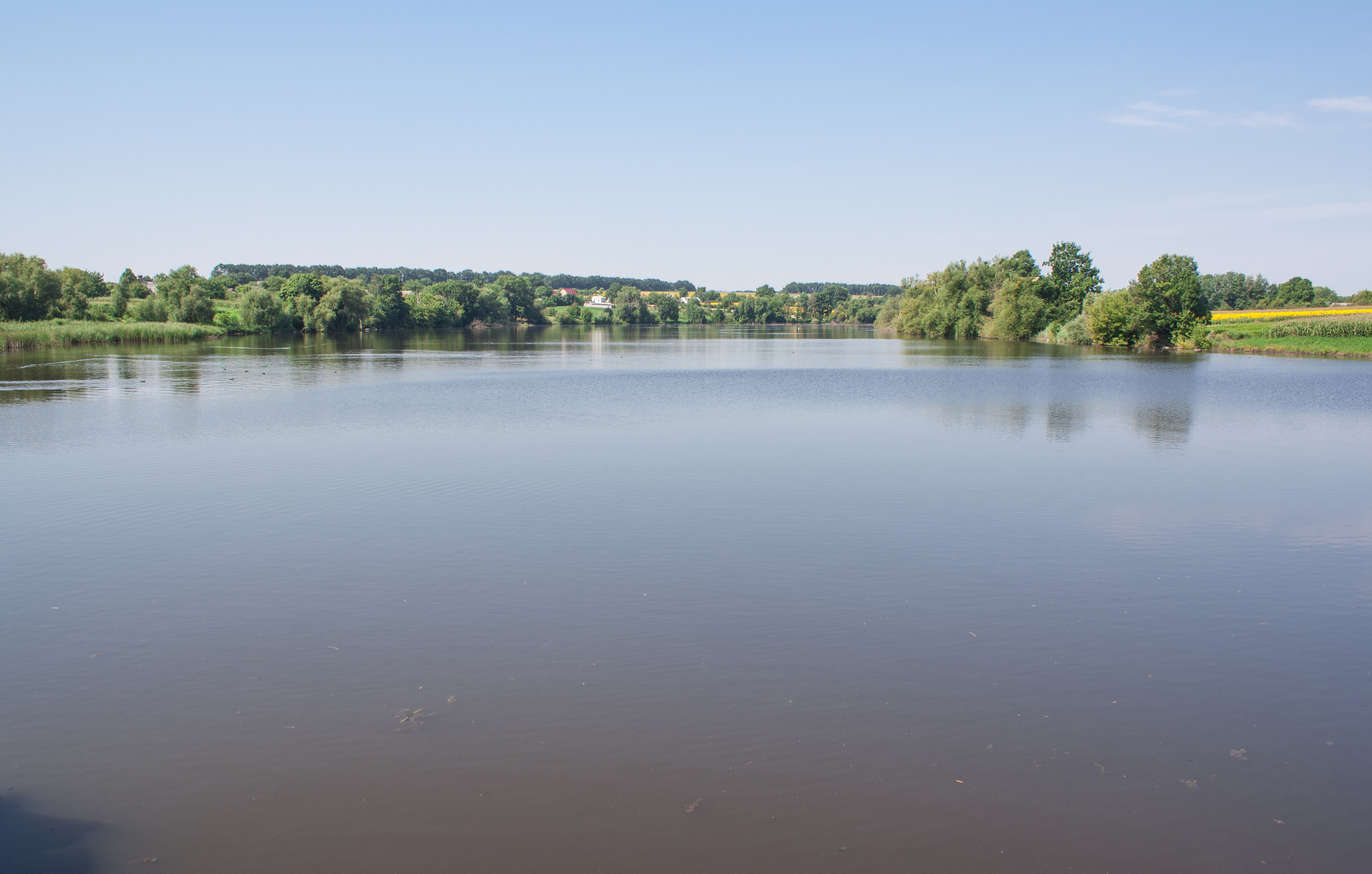
Пруд на реке в селе Краснополка
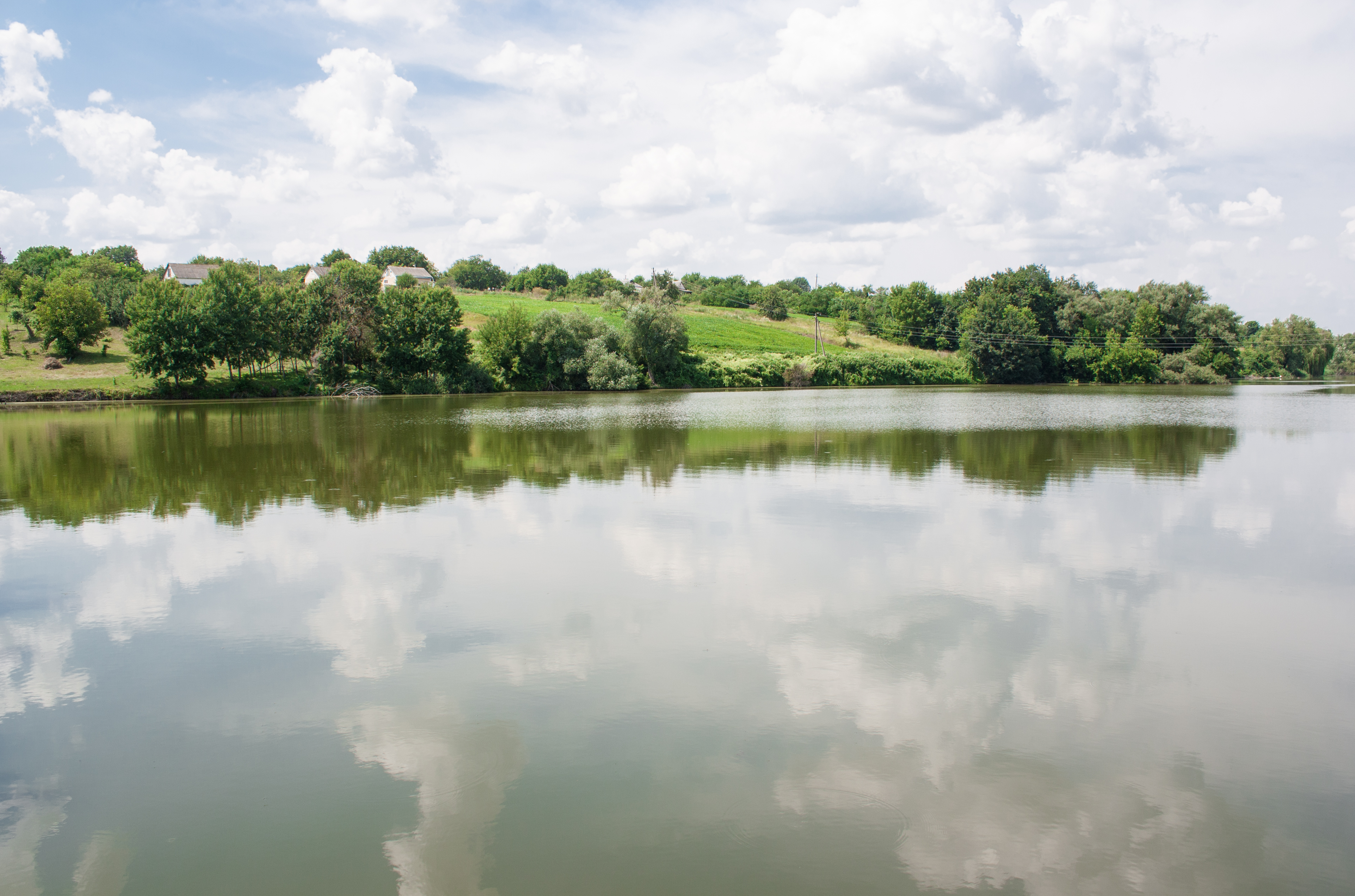
Пруд на реке в селе Пугачовка
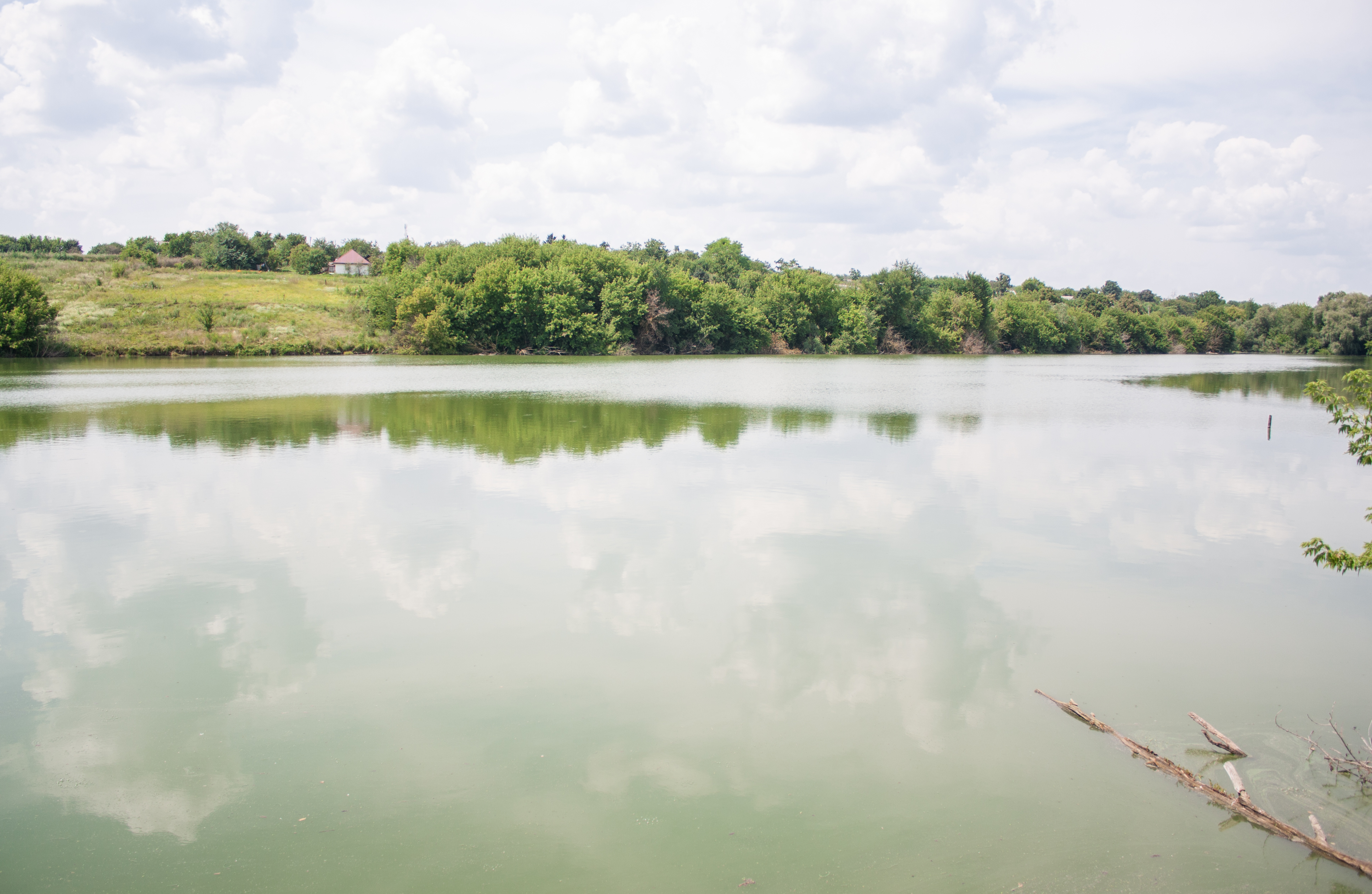
Пруд на реке в селе Старые Бабаны
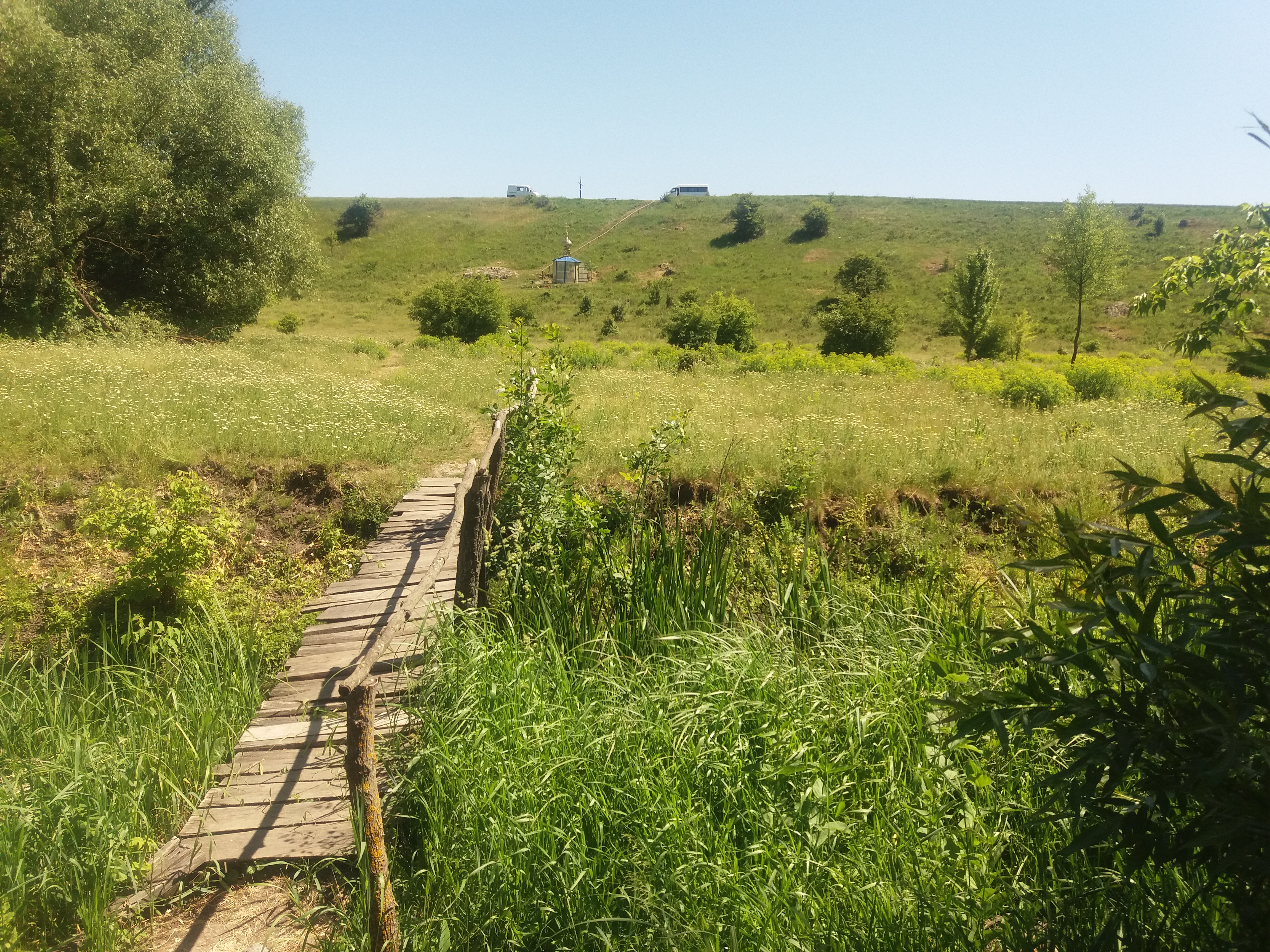
Мост на территории памятника природы Долина Николая Чудотворца